# Милован
Милован је словенско име настало од трпног придева миловати. У Србији се бележи од касног средњег века. У варијантама су Милованац и Милованче.

## Име
- Милован Бојић (рођен 1955), српски политичар
- Милован Ћирић (1918–1986), српски фудбалски менаџер
- Милован Ђилас (1911–1995), црногорско-српски комунистички политичар, теоретичар и писац у Југославији
- Милован Ђорић (рођен 1945), српски фудбалер и менаџер
- Милован Данојлић (1937–2022), српски књижевник
- Милован Дестил Марковић (рођен 1957), визуелни уметник
- Милован Дрецун (рођен 1957), српски новинар црногорског порекла
- Милован Глишић (1847–1908), српски писац, драматург и теоретичар књижевности
- Милован Илић Минимакс (1938–2005), српски радио и ТВ новинар
- Милован Јакшић (1909–1953), српски фудбалер
- Милован Јовић (1955–2009), српски фудбалер
- Милован Миловановић (1863–1912), српски политичар, дипломата и уставни правник
- Милован Миловић (рођен 1980), српски фудбалер
- Милован Обрадовић (рођен 1956), српски фудбалер
- Милован Раковић (рођен 1985), српски професионални кошаркаш
- Милован Рајевац (рођен 1954), српски фудбалер
- Милован Сикимић (рођен 1980), српски фудбалер
- Милован Станковић (рођен 1969), српски књижевник
- Милован Степандић (1954–2020), српски кошаркашки тренер
- Милован Видаковић (1780–1841), српски књижевник
- Милован Витезовић (1944–2022), српски писац, песник, драматичар и сатиричар

## Имена места
- Милован, село у општини Плешој, округ Дољ, Румунија